# Wimbledon FC
Wimbledon FC var en engelsk fotbollsklubb från stadsdelen Wimbledon i sydvästra London som existerade mellan 1889 och 2004, då klubben flyttade till Milton Keynes och ombildades som Milton Keynes Dons FC.

## Historia

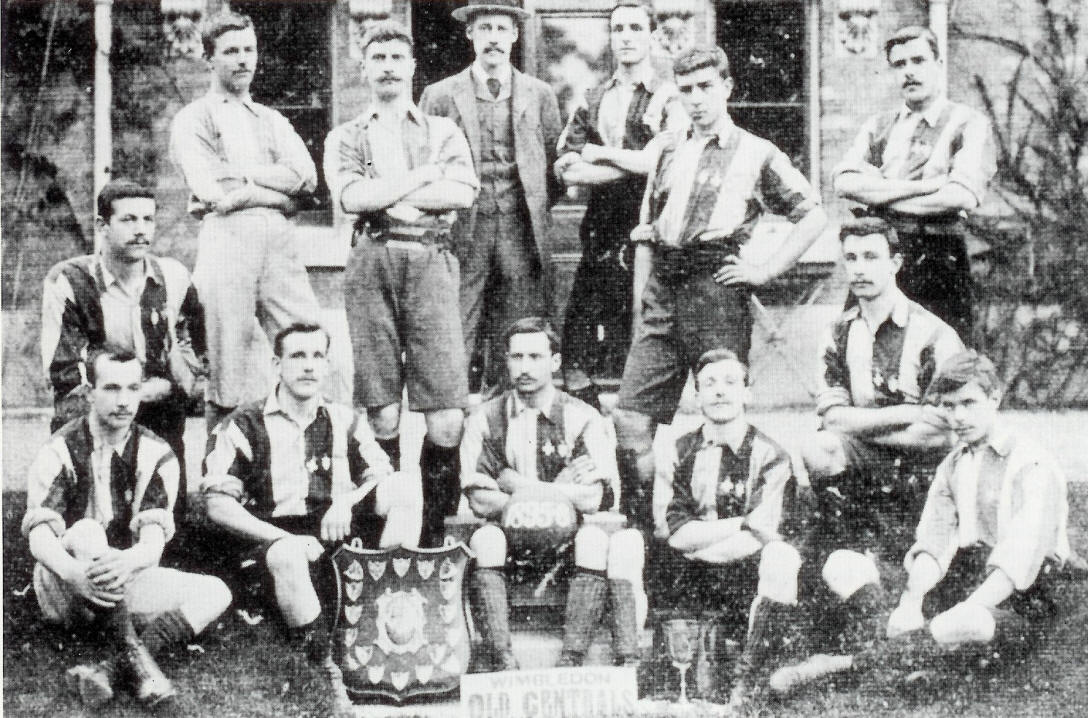
Wimbledon Old Centrals 1895-96

Klubben bildades 1889 som Wimbledon Old Centrals. Namnet kom från en skola på Wimbledon Common vid namn Old Central School, där spelarna hade varit elever. Som klubblokal och omklädningsrum användes den närbelägna puben Fox and Grapes. Hemmamatcherna spelades på Wimbledon Common fram till 1912, då man flyttade till Plough Lane, där man kom att spela fram till 1991. 1905 ändrades klubbens namn till Wimbledon FC. Wimbledon var en framgångsrik amatörklubb som bland annat vann Isthmian League åtta gånger och vann FA Amateur Cup 1963, då man besegrade lokalrivalerna Sutton United i finalen med 4-2.
Året efter blev klubben professionell och gick med i Southern League, där framgångarna fortsatte. I 1975 års FA-cup blev Wimbledon första lag utanför The Football League på 1900-talet att besegra ett division 1-lag på bortaplan, då man slog ut Burnley i tredje omgången. I nästa omgång lyckades man klara oavgjort mot regerande ligamästarna Leeds United på Elland Road efter att målvakten Dickie Guy räddat en straffspark. I omspelet på Selhurst Park förlorade man efter ett självmål. 

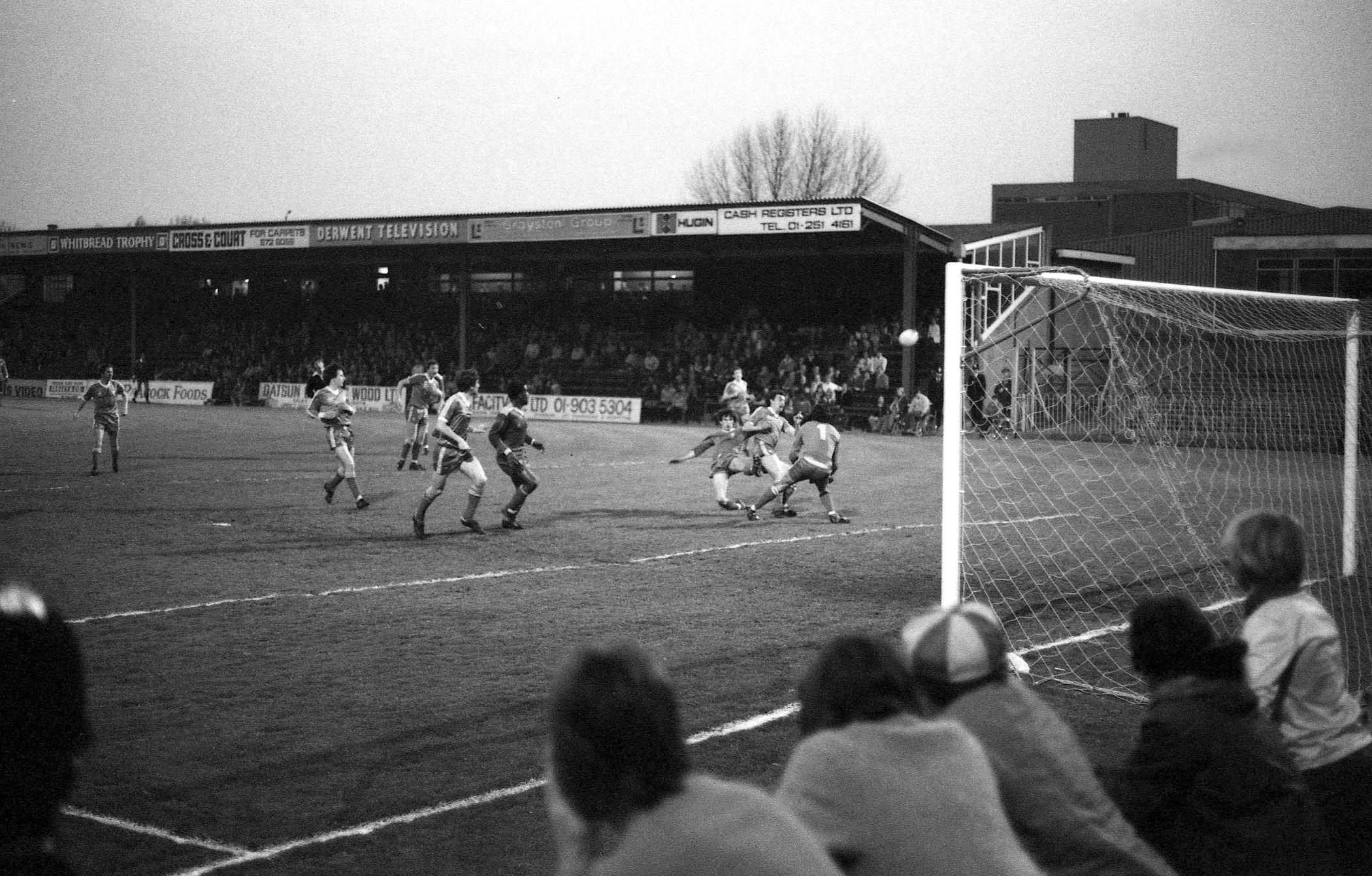
Hemmamatch på Plough Lane i början av 1980-talet.

Efter att ha vunnit Southern League tre år i rad blev klubben invald i The Football League 1977, efter flera misslyckade försök. 1981 tog Dave Bassett över som tränare och under honom klättrade Wimbledon snabbt i seriesystemet. 1986 gick man upp i division 1 för första gången och inledde den mest framgångsrika perioden i klubbens historia. Första säsongen i högsta serien slutade med en sjätteplats, och under säsongen 1987/88 toppade man ett tag ligan, samma år vann man också FA-cupen, bara elva år efter att klubben hade blivit professionell och inträtt i The Football League. Klubben gjorde sig känd för sitt aggressiva och mycket fysiska spel, som ofta väckte debatt och ilska från andra lag, och gav dem smeknamnet "The Crazy Gang". 1987 lämnade Bassett tränarposten och ersattes av Bobby Gould som byggde vidare på framgångarna. 
I slutet av 1980-talet hade Wimbledon planer på att flytta till en ny arena. Det blev dock ingenting av dessa planer, man ansåg det heller inte värt att renovera Plough Lane, som var rejält nedgången. Efter Hillsborougholyckan 1989 började det engelska fotbollsförbundet införa allt hårdare krav på fotbollsarenor. Detta gjorde det i praktiken omöjligt för Wimbledon att fortsätta spela på Plough Lane om arenan inte genomgick omfattande renoveringar. Klubben flyttade därför 1991 till Selhurst Park som man kom att dela med Crystal Palace i tolv år. Klubben spelade sin sista A-lagsmatch på Plough Lane den 4 maj 1991 där man förlorade med 3-0 mot sina blivande grannar Crystal Palace.
Wimbledon FC var med när Premier League bildades 1992 och var ett stabilt mittenlag under säsongerna som följde under tränaren Joe Kinnear med en sjätteplats 1993/94 som bästa resultat.

## Segern i FA-cupen
1988 tog sig Wimbledon hela vägen till final i FA-cupen där man sensationellt besegrade Liverpool med 1-0 efter att Lawrie Sanchez nickat in matchens enda mål. Lagkaptenen Dave Beasant blev den förste målvakt att rädda en straff i en FA-cupfinal, då han räddade John Aldridges straffspark. Segern i FA-cupen blev den största meriten i klubbens historia, och en av de största skrällarna i FA-cupens historia.

## Nedgång och upplösning
Wimbledon FC skulle i likhet med många andra engelska fotbollsklubbar få svårt att anpassa sig till det nya Premier League-systemet. Trots resultatmässiga framgångar under första halvan av 1990-talet fick klubben allt svårare att konkurrera ekonomiskt med andra större Londonklubbar. 1996 framförde klubbens dåvarande ägare Sam Hammam ett förslag på flytta klubben till Dublin, Irland där den ekonomiska potentialen ansågs vara större. Motståndet från klubbens supportrar var dock stort och det engelska fotbollsförbundet FA gick in och stoppade flytten. 1997 köpte de två norska affärsmännen Bjørn Rune Gjelsten och Kjell Inge Røkke klubben. Trots att de nya ägarna gjorde stora investeringar i klubben fortsatte resultaten att bli sämre och när tränaren Joe Kinnear tvingades avgå 1999 tillsatte ägarna den före detta norske förbundskaptenen Egil Olsen som ny tränare. Detta blev emellertid en katastrof och år 2000 åkte man ner i division 1. Under säsongerna 2000/2001 och 2001/2002 var klubben ett av topplagen i division 1 men misslyckades att ta sig tillbaka till Premier League. Klubbens låga publiksiffror och konkurrensen från andra Londonklubbar gjorde att klubbens nya ägare år 2001 återigen presenterade planer på att flytta verksamheten, den här gången till Milton Keynes cirka tio mil norr om London och även denna gång med motiveringen att den ekonomiska potentialen ansågs vara större där. Även den här gången blev protesterna omfattande från klubbens supportrar men den här gången godkände FA flyttplanerna efter att ha tillsatt en oberoende kommission som förordade att tillstånd skulle ges för en flytt av klubben. Nästan alla klubbens supportrar svarade med att bojkotta hemmamatcherna och slutade förlänga sina säsongsbiljetter. Detta i kombination med att klubben dragit på sig omfattande skulder resulterade i att klubben var mycket nära att gå i konkurs 2003. Efter säsongen 2003/04, då klubben ännu en gång degraderades till League One, flyttades verksamheten till Milton Keynes och klubben bytte namn till Milton Keynes Dons FC. Flytten och namnbytet blev mycket omdebatterat och kritiserades från många håll.
Majoriteten av klubbens supportrar accepterade dock inte flytten till Milton Keynes. 2002 bildade en grupp Wimbledon-supportrar därför klubben AFC Wimbledon som bär samma färger och märke som Wimbledon FC gjorde. AFC Wimbledon spelar från och med säsongen 2016/2017 i engelska League One.

## Kända spelare
| |
| England - Neal Ardley - Dave Beasant - Laurie Cunningham - Kelvin Davis - John Fashanu - Terry Gibson - Johnny Haynes - Vinnie Jones - David Martin - Jason Puncheon - Nigel Reo-Coker - Peter Shilton - Nigel Winterburn - Dennis Wise Ghana - Patrick Agyemang Guyana - Carl Cort Irland - Terry Phelan Island - Hermann Hreiðarsson Jamaica - Robbie Earle - Marcus Gayle Nederländerna - Hans Segers Nigeria - Efan Ekoku Nordirland - Lawrie Sanchez Norge - Øyvind Leonhardsen - Ståle Solbakken Sverige - Pär Karlsson - Håkan Mild Wales - John Hartson |